# Opfingen
Opfingen (alem. Opfige [ˈopf͡ɪg̊ə] ) ist ein Stadtteil von Freiburg im Breisgau mit eigener Ortsverwaltung und liegt westlich der Stadt am Ostrand des Tunibergs.
Opfingen hat 4459 Einwohner, die Gemarkung umfasst 1462 Hektar. Zu Opfingen gehören der Ortsteil St. Nikolaus und der Ort Wippertskirch. Die umliegenden Ortschaften sind: Merdingen, Freiburg-Waltershofen, Freiburg-Tiengen, Niederrimsingen, Freiburg-St. Georgen und Freiburg-Rieselfeld.

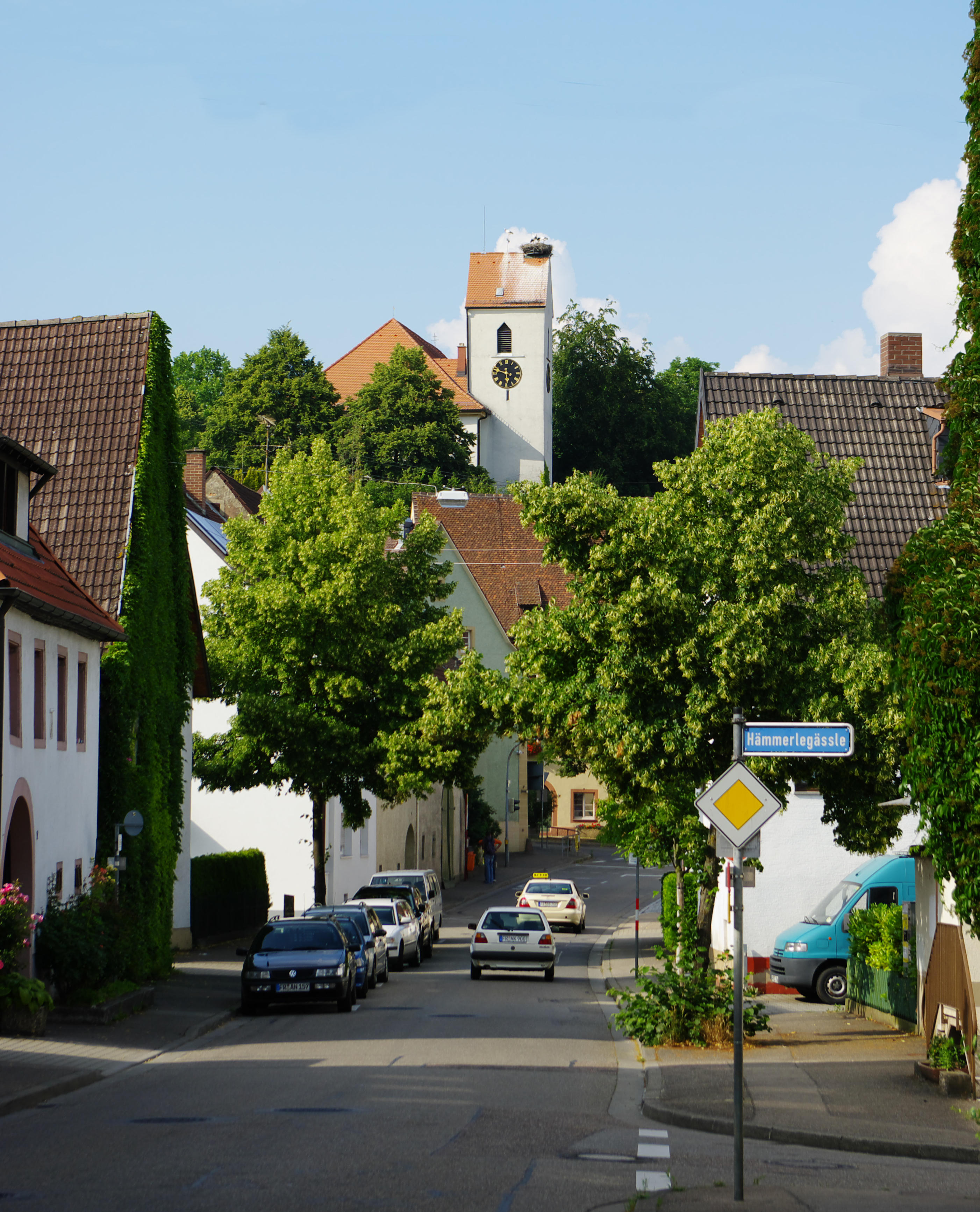
Blick auf die Opfinger Bergkirche über die Hauptstraße

## Politik
Nach der Kommunalwahl vom 26. Mai 2019 ergab sich im Ortschaftsrat folgende Sitzverteilung:
| Bürger für Opfingen                                    | 59,3 % | 8 Sitze |
| Die Unabhängigen                                       | 27,0 % | 4 Sitze |
| Bündnis lebenswertes und zukunftsorientiertes Opfingen | 13,7 % | 2 Sitze |

Ortsvorsteherin ist seit September 2014 Silvia Schumacher.

## Geschichte

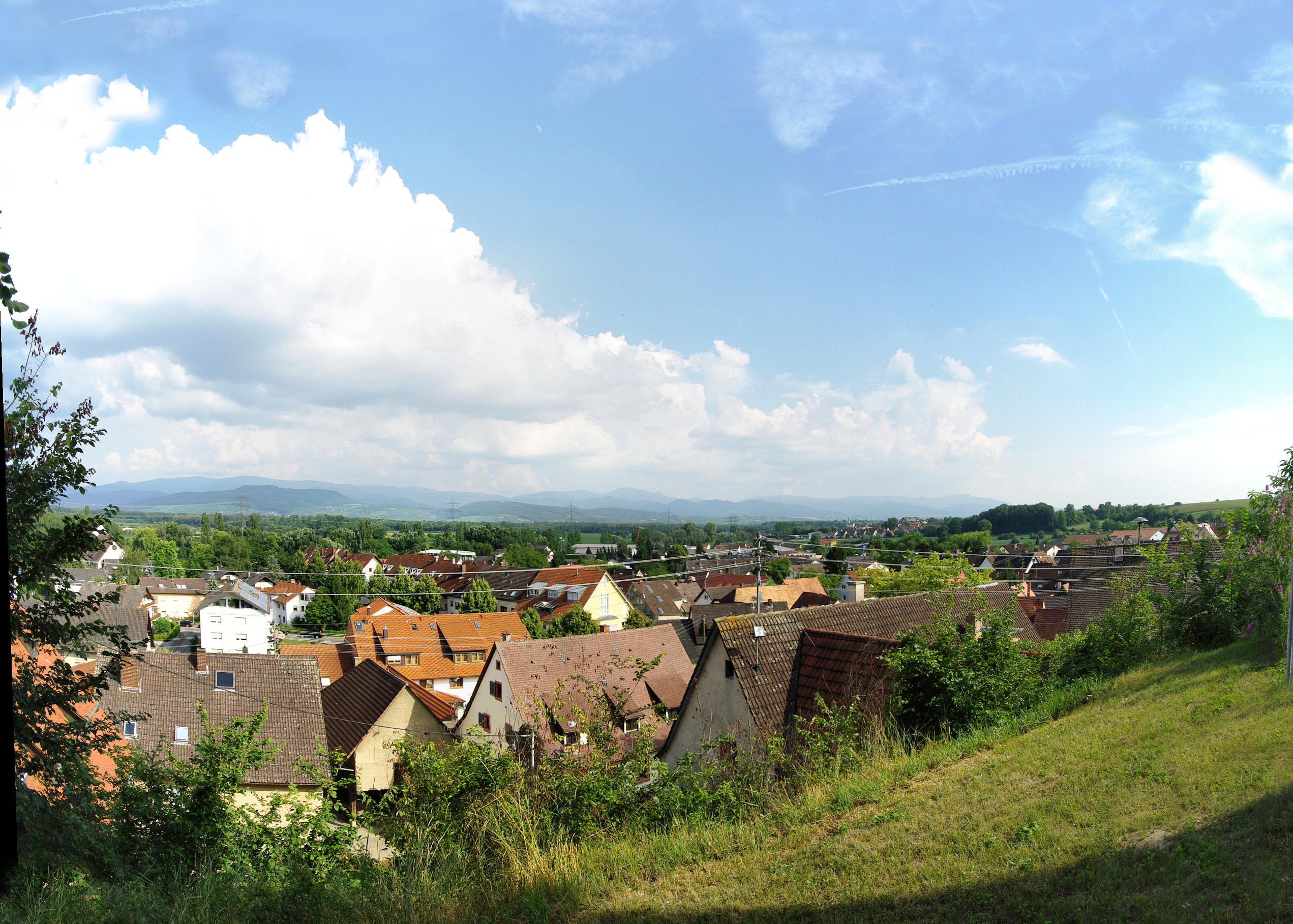
Blick über Opfingen von der historischen Bergkirche aus

Zum ersten Mal erwähnt wird Opfingen in einer Urkunde aus dem Jahre 1006, die in zwei Abschriften aus dem 14. und 15. Jahrhundert erhalten ist. König Heinrich II. übertrug damals ein Gut in Ophinga an das Domstift Basel. Die Ortsnamen mit der Endung -ingen gehören zur ältesten alamannischen Siedlungsschicht seit dem 5. Jahrhundert. Ein 1990/91 im Gewann Katzensteig oberhalb des Friedhofs gefundenes Grab eines alamannischen Kriegers aus der 2. Hälfte des 5. Jahrhunderts, vermutlich Teil eines größeren Gräberfeldes, zeigt die lange Besiedlungsgeschichte.
Bis Anfang des 19. Jahrhunderts gehörte Opfingen mit den Gemeinden Schallstadt, Wolfenweiler, Leutersberg, Tiengen und Mengen zu den sogenannten unteren Vogteien der Herrschaft Badenweiler im Gegensatz zum größten Teil des Breisgaus, der zu Vorderösterreich gehörte (die Stadt Freiburg seit 1368). Die Herrschaft Badenweiler gehörte Ende des 15. Jahrhunderts zur Markgrafschaft Hachberg-Sausenberg und fiel im Jahre 1503 an den Markgrafen von Baden. 1535 wurde die Markgrafschaft Baden in die beiden Linien Baden-Baden und Baden-Durlach getrennt, die Herrschaft Badenweiler gehörte zur letzteren. Nach der 1771 erfolgten Zusammenführung der getrennten badischen Linien und der Ausrufung zum Großherzogtum 1805 wurde der gesamte vorderösterreichische Breisgau mit Freiburg im Jahre 1806 an das Land Baden übergeben.
Von den großen Auswandererwellen des 18. und 19. Jahrhunderts blieb auch Opfingen nicht unberührt: vor allem in den Jahren 1833–1854 suchten viele Familien ihr Glück in Amerika. Später kam es zur Abwanderung von Pendlern in die Stadt Freiburg, so dass 1939 die Bevölkerungszahl einen Tiefstand von 870 erreicht (1852: 1311). Nach dem Zweiten Weltkrieg stieg die Zahl der Einwohner langsam wieder an durch den Zuzug von Flüchtlingen und Heimatvertriebenen.

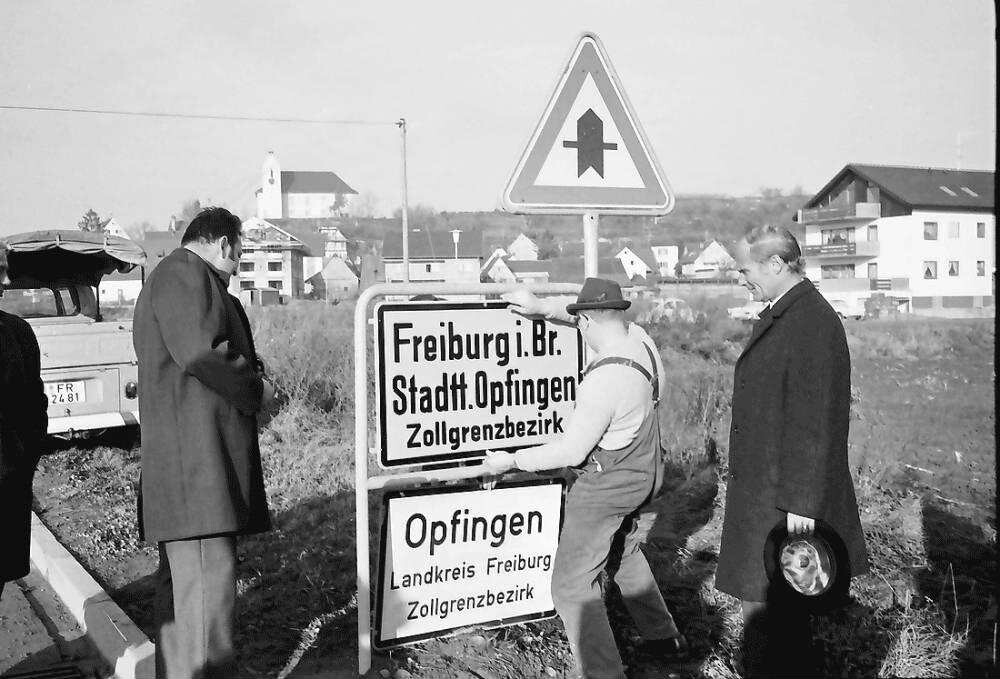
Akt des Schilderwechsels zur Eingemeindung

Am 1. Dezember 1971 wurde Opfingen im Zuge der Verwaltungsreform nach einer Volksabstimmung in die Stadt Freiburg eingemeindet. Seither hat sich die Zahl der Einwohner mehr als verdreifacht (1970: 1287, 2004: 4072).

## Landschaft
Im Osten der Opfinger Gemarkung, angrenzend an das Naturschutzgebiet Rieselfeld, liegt das Landschaftsschutzgebiet Mooswald. Es wird in Nord-Süd-Richtung durchschnitten von der Bundesautobahn 5. Westlich davon liegen der große und der kleine Opfinger See. Der 44 Hektar umfassende große See ist aus dem Kiesabbau vom Ende der 1960er Jahre bis 2014 entstanden. Der südliche Teil dient als Naherholungsgebiet, im nördlichen Teil des Sees wurde eine Biotopschutzzone eingerichtet. Der kleine See entstand aus Versuchsgrabungen und dient auch zum Baden und Angeln. Ehrenamtliche Rettungsschwimmer gewährleisten die Sicherheit.

## Verkehr
Vom 1. April 1927 bis zum Ende des Zweiten Weltkriegs bestand eine Kraftpostlinie von Freiburg über Opfingen nach Oberrimsingen. Danach folgten Provisorien in der Anbindung nach Freiburg. Nach der Eingemeindung besserte sich das, wenn auch angedachte Schienenverbindungen  – auch per Straßenbahn – nicht umgesetzt wurden.
Opfingen ist per Bus über die Linie 32 im Halbstundentakt mit Rieselfeld, Haslach und Lehen verbunden. Dort kann im Anschluss das Straßenbahnnetz genutzt werden.
Im Juni 2020 wurde das Fahrradverleihsystem Frelo in Opfingen mit einer Probestation in Betrieb genommen, die später fest installiert wurde. Für den Radverkehr besteht ein Radweg am Opfinger See vorbei entlang der Freiburger und der Opfinger Straße nach Rieselfeld und Haslach mit Anschluss an den Güterbahnradweg FR 2, den  FR 5 und den FR 6. Über einen Radweg östlich des Ortes am Mühlbach entlang ist Opfingen mit Tiengen und Munzingen sowie Waltershofen und Umkirch verbunden. Über den Tuniberg verläuft der Tuniberghöhenweg mit Anbindung an Gottenheim, Merdingen und Niederrimsingen.

## Kirche/Religion

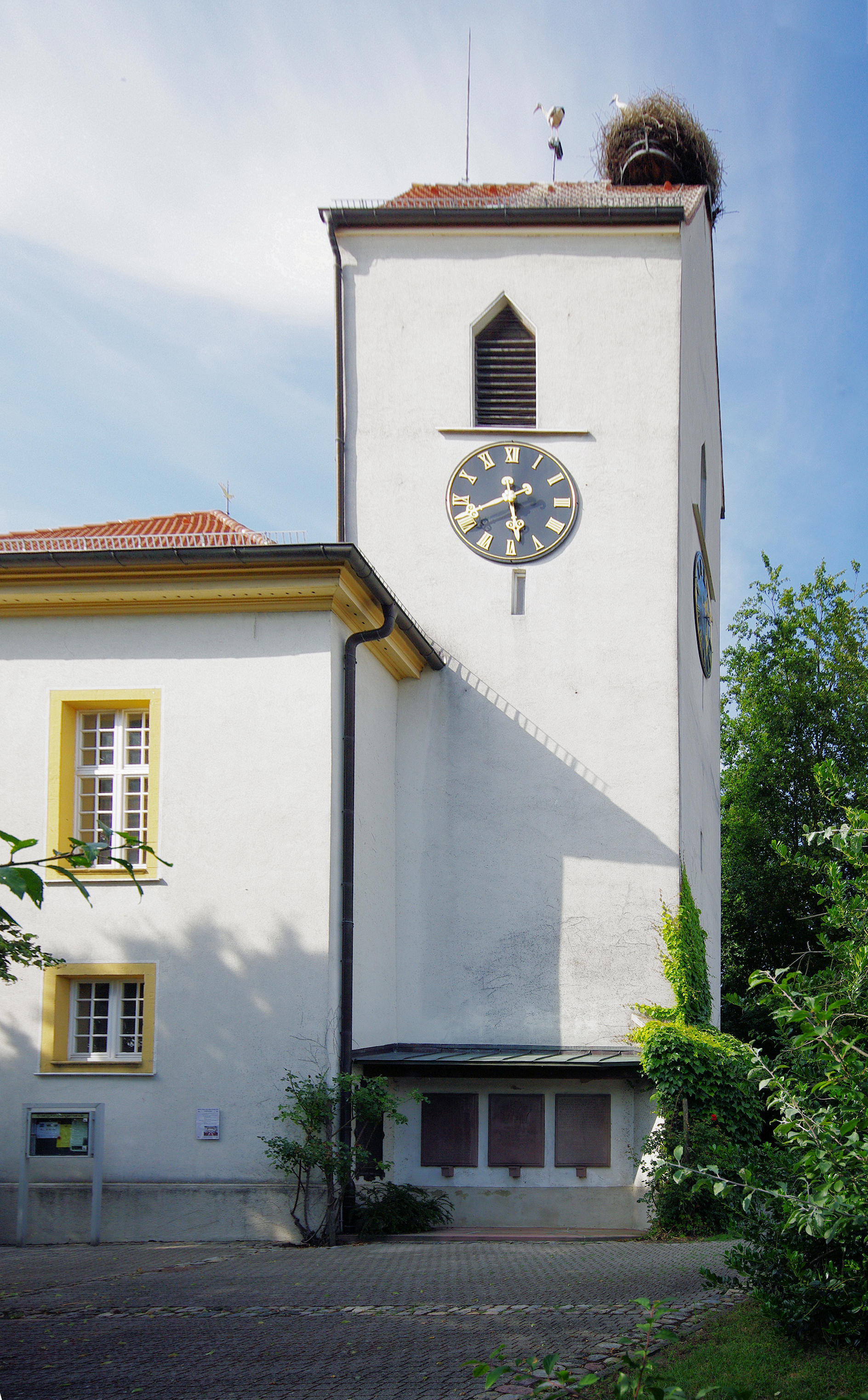
Kirchturm der historischen Bergkirche von 1778 mit Störchen

Kirchlich gehörte Opfingen ursprünglich zur Propstei Wippertskirch, eine eigene Kirche besaß Opfingen erst seit 1525. Nachdem Markgraf Karl II. von Baden zum evangelischen Glauben übergetreten war, wurden Opfingen und St. Nikolaus 1555 evangelisch, Wippertskirch blieb katholisch.
Die heutige evangelische Kirche wurde 1778 nach Plänen von Carl Friedrich Meerwein – wie auch das Rathaus – erbaut. Die Kirchenorgel stammt von Georg Marcus Stein (1738–1794), einem Orgelbauer aus der Silbermann-Schule.

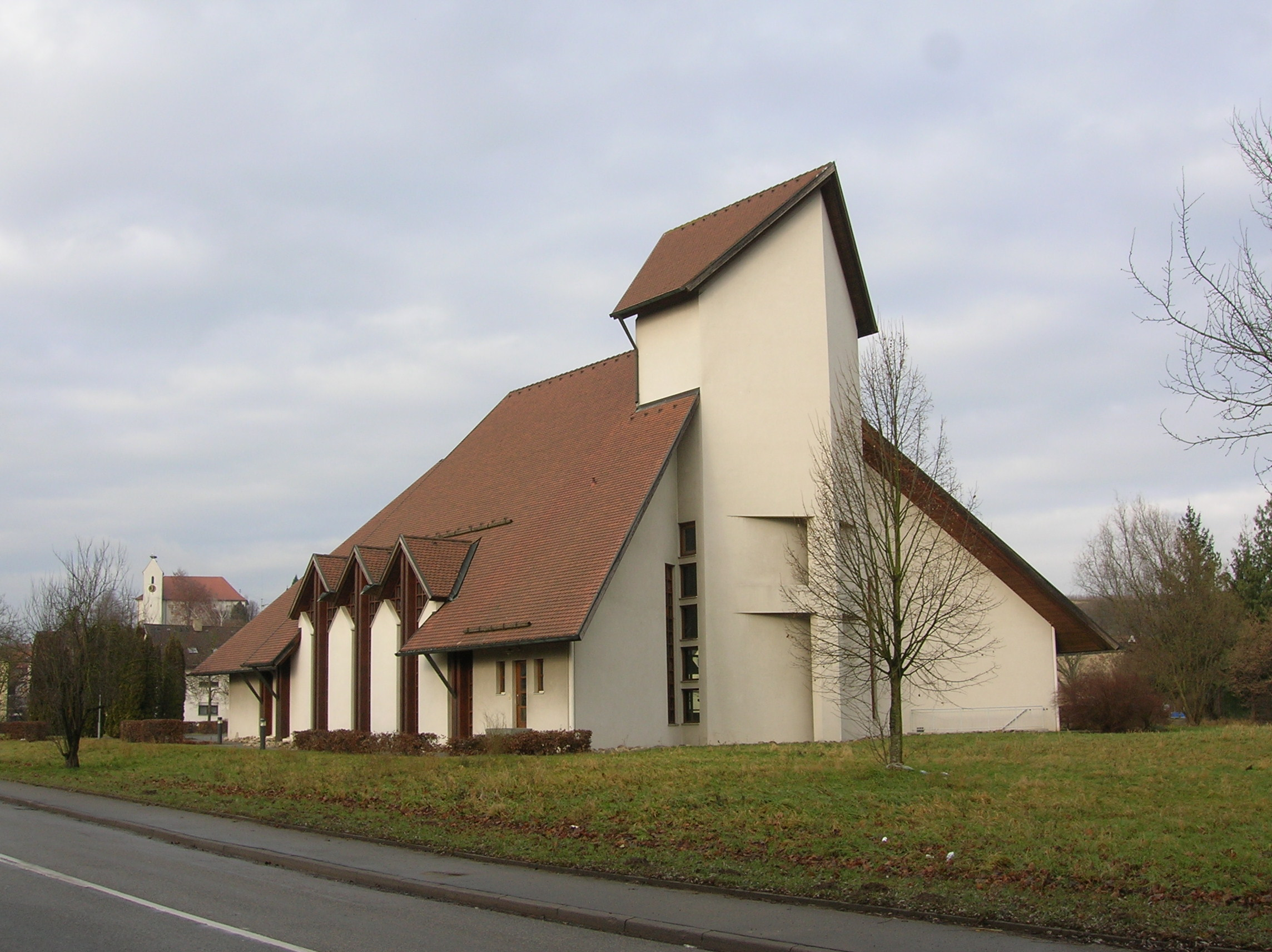
Die katholische Kirche St. Nikolaus aus dem Jahre 1985

Während Opfingen um die Mitte des 20. Jahrhunderts noch zu 98 % evangelisch war, stieg der Anteil der katholischen Bevölkerung seit der Eingemeindung zur Stadt Freiburg immer mehr an, so dass 1985 die katholische Kirche St. Nikolaus gebaut wurde. Am 31. Dezember 2008 waren 34,9 % der Einwohner evangelisch, 36,5 % katholisch, 28,6 % gehörten einer anderen oder keiner Religionsgemeinschaft an.

## Wirtschaft
Bis in die 1970er Jahre war Opfingen stark landwirtschaftlich geprägt. Während ursprünglich gemischte Betriebe mit Weinbau, Vieh- und Milchwirtschaft mit Wiesen und Weiden, Obstbau und Feldbau mit Getreide, Kraut, Flachs, Hanf, Rüben usw. vorherrschte, kam es seit Mitte des 20. Jahrhunderts zu einer tiefgreifenden Umstrukturierung der Landwirtschaft. In den Rebflurbereinigungen der 50er bis 70er Jahre wurden große Rebterrassen angelegt. Heute lebt nur noch ein geringer Teil der Bevölkerung von der Landwirtschaft. Vorwiegend wird Weinbau betrieben, daneben Anbau von Spargel und – wie überall in der Oberrheinebene – großflächiger Maisanbau. Viele Opfinger arbeiten heute als Berufspendler in Freiburg.
Regionale Bekanntheit erlangte Opfingen durch den Spargelanbau, vor allem durch das Gasthaus „Tanne“, in dem angeblich Napoleon übernachtet haben soll. Regelmäßiger Gast während der Spargelzeit in der „Tanne“ war Alt-Bundespräsident Walter Scheel. Mittlerweile wurde das Gasthaus Tanne geschlossen und dient als Unterkunft für Flüchtlings-Frauen mit Kindern.

## Schule
In der 1963 erbauten Schule befindet sich heute neben der Opfinger Grundschule auch die Hauptschule für die Freiburger Stadtteile am Tuniberg sowie die auslaufende Werkrealschule. Die Realschüler und Gymnasiasten pendeln nach Freiburg. Die Leiterin der Schule ist Iris Paul.

## Wippertskirch

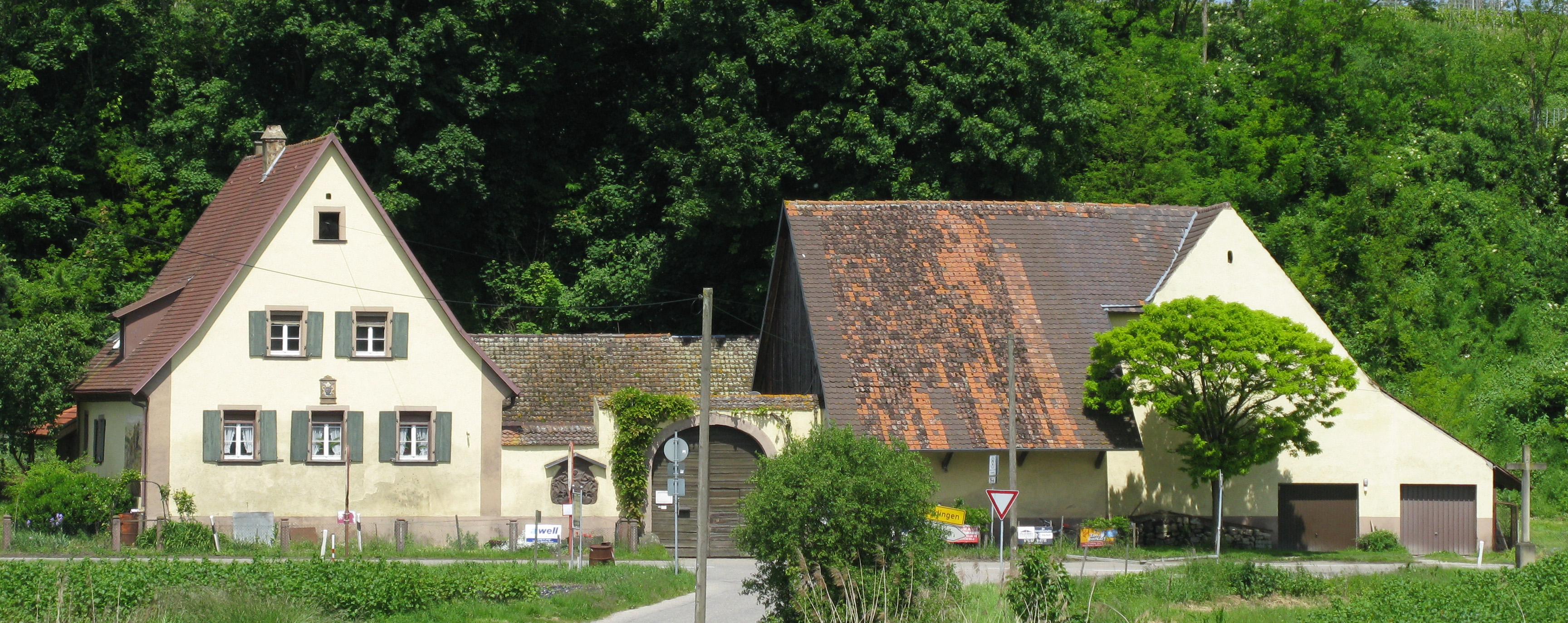
Wippertskircher Hof

Wippertskirch wurde zum ersten Mal in einer päpstlichen Urkunde aus dem Jahr 1136 als Wipreskircha erwähnt. Damals war es eine eigenständige Pfarrei, die für Waltershofen, Opfingen, St. Nikolaus sowie die heute verschwundenen Wüstungen Harthausen, St. Katharina und St. Bartholomäus.
Bischof Rudolf von Konstanz übertrug 1276 dem Kloster Schuttern die Pfarrei Wippertskirch. 50 Jahre später sprach Graf Konrad von Freiburg dem Kloster die ganze Gemarkung zu. Wippertskirch wurde zu einem Priorat der Benediktiner des Klosters Schuttern.
1802 fiel Kloster Schuttern mit all seinen Besitzungen an Ercole III. d’Este, den Herzog von Modena, 1803 an die Johanniter, schließlich 1806 an den Großherzog von Baden. Das Kloster wurde damit aufgehoben.
Wippertskirch verlor schnell an Bedeutung. 1816 standen nur noch die Kirche, das Schloss sowie drei Höfe mit 18 Bewohnern. Aus den Steinen der Kirche wurde die Kirche in Waltershofen neu gebaut, 1822 wurde das Schloss abgebrochen, 1885 stand von der einstigen Siedlung nur noch der heutige Wipperskircher Hof.
1891 teilten Opfingen, Waltershofen und Merdingen die Gemarkung untereinander auf. Der Wippertskircher Hof gehört seither zu Opfingen: Ein Wappen, das in die Fassade des Wipperskircher Hofes eingelassen ist, trägt die Inschrift Abt Franziskus, der erste seines Namens verwaltete treu dieses Gebäude; 1733.
Seit Mitte des 20. Jahrhunderts wurden in Wippertskirch einige neue Aussiedlerhöfe gebaut.
In den Weinbergen bei Wippertskirch steht seit 2000 ein rund 6 Meter hoher, hölzerner Aussichtsturm mit doppelläufiger Wendeltreppe.

## Dialekt
Der Dialekt von Opfingen (Obfigerdydsch) gehört zu den südalemannischen Dialekten, genauer zum Nördlichen Müllheimer Raum, dem Dialektgebiet des unteren Markgräflerlandes. Das Hauptkennzeichen ist die k-Verschiebung im Anlaut (Chind Kind, Chobf Kopf, Chrod Kröte im Gegensatz zu nördlicherem Kind, Kobf, Grod). Die k/ch-Linie entspricht hier etwa der alten Grenze zwischen den unteren Vogteien und dem vorderösterreichischen Breisgau, wobei Tiengen, Opfingen mit St. Nikolaus, Schallstadt, Wolfenweiler mit Leutersberg, Mengen sowie Oberrimsingen südlich dieser Linie liegen und Munzingen, Niederrimsingen, Merdingen, Waltershofen und St. Georgen nördlich davon. Diese Kind/Chind-Linie ist eine der wichtigsten Abgrenzungen zwischen dem Süd- oder Hochalemannischen und dem Oberrhein-Alemannischen. Im Breisgau verlaufen mehrere Grenzen, die wichtige Unterschiede zwischen diesen Dialekträumen markieren. Meistens geht der Opfinger Dialekt einher mit den südalemannischen Formen.
Opfingen ist der nördlichste Ort, in dem ein hochalemannischer Dialekt gesprochen wird.